# São Francisco de Goiás
São Francisco de Goiás est une municipalité brésilienne de l'État de Goiás et la microrégion d'Anápolis.